# モンロー郡 (イリノイ州)

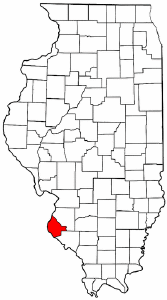
イリノイ州内の位置

モンロー郡（英: Monroe County）は、アメリカ合衆国イリノイ州に位置する郡である。人口は27,619人（2000年）。郡庁所在地はw:Waterloo, Illinoisである。

## 地理
アメリカ合衆国統計局によると、この郡は総面積1,030 km2 (398 mi2) である。このうち1,006 km2 (388 mi2) が陸地で24 km2 (9 mi2) が水地域である。総面積の2.37%が水地域となっている。

## 人口動静
2000年国勢調査で、この郡は人口27,619人、10,275世帯、及び7,778家族が暮らしている。人口密度は27/km2 (71/mi2) である。11/km2 (28/mi2) の平均的な密度に10,749軒の住宅が建っている。この郡の人種的な構成は白人98.77%、アフリカン・アメリカン0.05%、先住民0.19%、アジア0.31%、太平洋諸島系0.00%、その他の人種0.18%、及び混血0.50%である。ここの人口の0.74%はヒスパニックまたはラテン系である。
　この郡内の住民は26.40%が18歳未満の未成年、18歳以上24歳以下が7.40%、25歳以上44歳以下が30.60%、45歳以上64歳以下が22.20%、及び65歳以上が13.40%にわたっている。中央値年齢は38歳である。女性100人ごとに対して男性は96.80人である。18歳以上の女性100人ごとに対して男性は93.60人である。
この郡の世帯ごとの平均的な収入は55,320米ドルであり、家族ごとの平均的な収入は62,397米ドルである。男性は41,243米ドルに対して女性は27,130米ドルの平均的な収入がある。この郡の一人当たりの収入 (per capita income) は22,954米ドルである。人口の3.40%及び家族の2.30%は貧困線以下である。全人口のうち18歳未満の2.80%及び65歳以上の7.30%は貧困線以下の生活を送っている。

## 都市及び町
- コロンビア
- Fults
- Hecker
- Maeystown
- Valmeyer
- Waterloo